# Shadia
Shadia, pseudonimo di Fatma Ahmad Kamal Shaker (in arabo شادية‎?; Sharqia, 8 febbraio 1931 – Il Cairo, 28 novembre 2017), è stata un'attrice e cantante egiziana.
È stata una tra le più iconiche attrici del mondo arabo. Viene ricordata come "l'idolo delle masse (Maaboudat El Gamaheer)" e "la chitarra della canzone araba (Kisaret Al-Ghina'a Al-Arabi)". 
Ha partecipato ad oltre 100 film e cantato centinaia di canzoni nell'arco della sua carriera artistica.
Shadia ha lavorato con Faten Hamama, Rushdy Abaza, Hind Rostom, Farid al-Atrash, Taheyya Kariokka, Abd el-Halim Hafez e Omar Sharif.
Ha avuto tre matrimoni, il primo con l'attore Emad Hamdy (1909 –1984), poi con l'ingegnere Aziz Fathy ed infine con l'attore Salah Zulfikar (1926 – 1993). Non ha avuto figli.
Nel novembre del 2017 il presidente Abdel Fattah al-Sisi ha personalmente visitato Shadia in ospedale, alcuni giorni prima che l'attrice morisse. 
Sei dei suoi film fanno parte dei 100 film più importanti del cinema arabo.

## Filmografia parziale
- 1947 – Azhar w Ashwak (Rose e spine)
- 1951 – Leilet el-Henna (Addio al nubilato)
- 1954 – Mawe'd Ma'a El Hayah (Appuntamento con la vita)
- 1956 – Dalila
- 1959 – El Mar'a El Maghola (La donna sconosciuta)
- 1962 – El Les we El Kelab (Il ladro ed i cani)
- 1963 – El Zouga raqam 13 (La 13ª moglie)
- 1966 – Meraty Modeer A'am (Mia moglie il direttore generale)
- 1967 – Maaboudat El Gamaheer (L'idolo delle masse)
- 1969 – Miramar
- 1984 – Laa Tas'alni Mn Ana? (Non chiedermi chi sono?)

## Teatro
- 1983 – Rayia w Sikina

## Radio
- Sabrine
- Sanat Awel Hobb (L'anno del primo amore)

## Canzoni
- Ana Ana Irma La Douce
- Alo Alo Ana Hena
- Set Al Habaieb
- Rah Menek Ya Ain
- Berjalatak

## Canzoni patriottiche
- Aqwa Mn El Zaman
- Al Watan Al Akbar
- Ya Habibti Ya Masr
- Masr Al Youm f Aid
- Soot El Gamaheer
- El Geel El Sa'ed